# Johann Josef von Waldstein
Johann Josef Graf von Waldstein (tschechisch Jan Josef z Valdštejna; * 26. Juni 1684 in Prag, Königreich Böhmen; † 22. April 1731 in Prag) war ein böhmischer Adliger, Unternehmer und Mäzen. Von 1720 bis 1731 war er Oberstmarschall von Böhmen.

## Leben
Johann Josef entstammte dem Adelsgeschlecht Waldstein. Seine Eltern waren Ferdinand Ernst (Arnošt) Josef von Waldstein (1654–1708) und Marie Anna Kokořovská von Kokořov (1651–1687). Am 30. Januar 1706 vermählte er sich mit Eleonora Maria von Waldstein (1687–1749). Der Ehe entstammten die Kinder
- Maria Theresia Anna Eleonora, * 22. Februar 1707 in Wien, † 12. November 1756; ⚭ 6. Juni 1723 Joseph Wilhelm Ernst zu Fürstenberg-Stühlingen
- Eleonore (1708–1723)
- Maria Josefa Elisabeth/Eliška * † 1709

Nach dem Tod seines Vaters 1708 trat Johann Josef dessen Nachfolge an. Obwohl am 10. August 1709 ein Großteil der Stadt Dux einschließlich des alten Rathauses abbrannte, kam es während der Regentschaft von Johann Josef zu einem wirtschaftlichen Aufschwung. Im Jahre 1713 erweiterte er das Familienfideikommiss Dux mit Oberleutensdorf um das Allodialgut Maltheuern. In Nordböhmen gründete er Textilmanufakturen, deren Waren nach ganz Europa exportiert wurden. Anfang des 18. Jahrhunderts führte er über die Orientalische Kompanie seine Waren bis in den Nahen Osten aus. 1815 wurden seine Betriebe mit den Werken des Reichenberger Fabrikanten Röhmheld fusioniert. In Oberleutensdorf, das seit 1608 zur Herrschaft Dux gehört hatte, gründete er 1715 eine der ersten Tuchmanufakturen in Böhmen. In ihr waren zeitweise bis zu 400 Arbeiter beschäftigt. Die Fachkräfte holte er sich zum Teil aus den Manufakturen des Klosters Ossegg, aber auch aus Betrieben in Böhmisch Leipa und Iglau. Zudem stellte er Facharbeiter aus Holland ein, die die Arbeitskräfte vor Ort in das Handwerk einwiesen. Später kamen Fachkräfte aus England hinzu. Seine einheimischen Facharbeiter schickte er ins Ausland, wo sie neue Fertigungsverfahren erlernen sollten. Die Arbeitsvorgänge bestanden meist aus einfachen Aufgaben. Dadurch konnten vor allem auch Frauen und Kinder schnell in den Arbeitsprozess eingebunden werden. Seinen Arbeitern und den Einwanderern stellte er Baugrundstücke in Oberleutensdorf zur Verfügung. Vor allem durch sein Wirken erhielt Oberleutensdorf das Marktrecht, ein Wappen und das Stadtsiegel durch Karl VI.
Das Schloss in Dux wurde um zwei Seitenflügel verbreitert, 1721 wurde die Marienkirche fertiggestellt und am 12. September 1722 durch den Leitmeritzer Bischof Johann Adam Wratislaw von Mitrowitz eingeweiht. 1723 wurde der Bau der St.-Barbara-Kirche und 1728 das Schlosshospitals mit der Kirche Mariä Himmelfahrt vollendet. Am Stadtplatz entstand ein Brunnen mit einer St.-Florian-Statue und im Schloss wurde die Waldstein-Galerie eröffnet. An den Arbeiten waren bekannte Künstler beteiligt, u. a.  Wenzel Lorenz Reiner, Matthias Bernhard Braun und Ferdinand Maximilian Brokoff.
1728 erbaute Johann Josef eine Schlosskapelle auf dem Hof der Bierbrauerei Kruschowitz. Auf sein Bestreben wurde auch das Schloss Lány rekonstruiert. Im Kloster Trebitsch ließ er von Franz Maximilian Kaňka das Portal und die Basilika renovieren. In Nižbor entstand ein Eisenwerk und in Eule wurde mit dem Abbau von Gold begonnen. Seine Münzereien prägten Dukaten mit dem Bildnis des Kaisers und des böhmischen Landesheiligen Johann von Nepomuk.
Zudem übernahm Johann Josef Ämter in der königlichen Landesverwaltung. Er war ab 1718 Geheimrat, ab 1720 Wirklicher Geheimer Rat und 1720 wurde er Beisitzer am Großen Landgericht. Oberstlandmarschall und einer der Statthalter von Böhmen war er von 1720 bis zu seinem Tode. 1721 und 1727/1728 vertrat er den König auf dem Böhmischen Landtag. Seit 1722 war er Präsident des böhmischen Merkantil- bzw. Kommerzkollegiums. 1723 beteiligte er sich an den Vorbereitungen für die Krönungsfeierlichkeiten des Kaisers Karl VI. zum König von Böhmen in Prag.  
Johann Josef von Waldstein starb am 22. April 1731. Universalerbin wurde seine Tochter Maria Theresia Anna Eleonora, verheiratete von Fürstenberg.